# Marc Goossens
Marc „The Goose” Goossens (ur. 30 listopada 1969 roku w Geel) – belgijski kierowca wyścigowy.

## Kariera
Goossens rozpoczął karierę w wyścigach samochodowych w 1989 roku od startów w Festiwalu Formuły Ford, gdzie ukończył wyścig na osiemnastej pozycji. Rok później w tym wyścigu był już piąty, a w 1991 zwyciężył. W późniejszych latach pojawiał się także w stawce Formuły Ford 1600 Benelux, Brytyjskiej Formuły Ford, Masters of Formula 3, Brytyjskiej Formuły 3, Grand Prix Makau, Formuły 3000, Grand Prix Madras Formuły 3, 24-godzinnego wyścigu Le Mans, All-Japan GT Championship, Formuły Nippon, Belcar, Sports Racing World Cup, American Le Mans Series, FIA GT Championship, Grand American Rolex Series, French GT Championship, Le Mans Series, Le Mans Endurance Series, ELF BRL V6, NASCAR Nextel Cup, NASCAR Busch Series, Belgian Touring Car Series, 24H Zolder, Toerwagen Diesel Cup, FIA GT2 European Cup, Dutch Supercar Challenge, Blancpain Endurance Series, Belcar Endurance Championship, Belgian Special Open Trophy Sprint, European Le Mans Series oraz FIA World Endurance Championship
W Formule 3000 Belg startował w latach 1994-1996, 1999-2001. Po ukończeniu pierwszego sezonu na dwunastej pozycji, w 1995 roku stawał już trzykrotnie na podium, w tym raz na jego najwyższym stopniu. Uzbierane 24 punkty pozwoliły mu stanąć na najniższym stopniu podium klasyfikacji generalnej. Rok później Goossens zwyciężał już dwukrotnie. Jednakże nie poprawił swojej pozycji w końcowej klasyfikacji. Po dwóch latach przerwy Marc powrócił do Formuły 3000 w sezonie 1999, jednak nie zdobywał punktów. Rok później raz stanął na podium. Z dorobkiem sześciu punktów uplasował się na jedenastej pozycji w klasyfikacji generalnej. W ostatnim sezonie startów - w 2001 roku uplasował się na 16 miejscu.